# Гранитвілл (Вермонт)
Гранитвілл (англ. Graniteville) — переписна місцевість (CDP) в США, в окрузі Вашингтон штату Вермонт. Населення — 717 осіб (2020).

## Географія
Гранитвілл розташований за координатами 44°8′45″ пн. ш. 72°28′53″ зх. д. / 44.14583° пн. ш. 72.48139° зх. д. (44.145848, -72.481395).  За даними Бюро перепису населення США в 2010 році переписна місцевість мала площу 4,48 км², з яких 4,39 км² — суходіл та 0,09 км² — водойми.

## Демографія
Згідно з переписом 2010 року, у переписній місцевості мешкали 784 особи в 325 домогосподарствах у складі 222 родин. Густота населення становила 175 осіб/км².  Було 369 помешкань (82/км²).
Расовий склад населення:
| - 96,7 % — білих - 0,5 % — корінних американців - 0,3 % — чорних або афроамериканців - 0,1 % — азіатів |

До двох чи більше рас належало 2,4 %. Частка іспаномовних становила 0,6 % від усіх жителів.
За віковим діапазоном населення розподілялося таким чином: 25,4 % — особи молодші 18 років, 60,4 % — особи у віці 18—64 років, 14,2 % — особи у віці 65 років та старші. Медіана віку мешканця становила 39,6 року. На 100 осіб жіночої статі у переписній місцевості припадало 97,5 чоловіків;  на 100 жінок у віці від 18 років та старших — 90,6 чоловіків також старших 18 років.
Середній дохід на одне домашнє господарство  становив 47 138 доларів США (медіана — 40 179), а середній дохід на одну сім'ю — 64 041 долар (медіана — 56 442). За межею бідності перебувало 9,4 % осіб, у тому числі 0,0 % дітей у віці до 18 років та 12,5 % осіб у віці 65 років та старших.
Цивільне працевлаштоване населення становило 302 особи. Основні галузі зайнятості: мистецтво, розваги та відпочинок — 22,5 %, будівництво — 17,9 %, роздрібна торгівля — 11,6 %, освіта, охорона здоров'я та соціальна допомога — 10,3 %.